# Planisticus suturalis
Planisticus suturalis is een keversoort uit de familie van de boktorren (Cerambycidae). De wetenschappelijke naam van de soort werd in 1880 als Logisticus suturalis gepubliceerd door Charles Owen Waterhouse.